# Cristóbal de Baviera (1879-1963)
Cristóbal en Baviera (en alemán, Christoph in Bayern; Múnich, 22 de mayo de 1879-ibidem, 10 de julio de 1963) fue un príncipe y militar bávaro.

## Biografía
Fue el segundo de los hijos del matrimonio formado por el duque Maximiliano Manuel en Baviera y Amalia de Sajonia-Coburgo y Gotha. Su padre era miembro de una rama menor de la Casa de Wittelsbach, conocida por utilizar el título de duque en Baviera. Su tía paterna era la célebre emperatriz Isabel de Austria, más conocida como Sisi. Por su parte, su madre pertenecía a la rama católica de la Casa de Sajonia-Coburgo y Gotha, establecida en Viena. Cristobál tendría dos hermanos: uno mayor, Sigfrido, y uno menor, Leopoldo. Tanto Cristóbal como sus hermanos serían conocidos como la línea de Biederstein, nombre de la residencia familiar, el castillo homónimo. En esa residencia familiar nació Cristóbal.
En 1893 murió su padre, de forma repentina, cuando Cristóbal contaba con 14 años. Un año después, murió su madre a consecuencia de una peritonitis. Desde entonces, los tres hermanos quedaron bajo la tutela de su tío paterno, Carlos Teodoro. Cristóbal y sus hermanos compartieron juegos y deportes, como tenis, vela, natación o caza, con los hijos de Carlos Teodoro.
Como era habitual en los príncipes de su época, siguió la carrera militar. Entró a servir en el ejército bávaro en 1906, en el Primer regimiento de caballería pesada. Posteriormente participó en la Primera Guerra Mundial. Tras el fin de este conflicto bélico y el fin del Reino de Baviera como consecuencia del colapso del Imperio alemán, pasó a vivir como un ciudadano particular.
Desde 1924, fecha de su matrimonio con Ana Sibig, pasó a residir en una villa a las afueras de Múnich.

## Títulos, órdenes y empleos

### Títulos
| ● 22 de mayo de 1879-10 de julio de 1963: | Su alteza real Cristóbal, duque en Baviera. |

### Órdenes

#### Reino de Baviera
- Caballero de la Orden de San Huberto.[7][5]
- Medalla del Jubileo del Príncipe Regente Leopoldo. (Prinz-Regent-Luitpold Jubiläums-Medaille)[5]

#### Extranjeras
- Caballero gran cruz de la Orden de la Casa Ernestina de Sajonia.[5] (Ducados ernestinos)
- Caballero gran cruz de la Orden del Halcón Blanco.[5] ( Sajonia-Weimar-Eisenach)
- Caballero gran cruz de la Orden de San Alejandro.[5] (Reino de Bulgaria)

### Empleos
- Teniente à la suite del Primer regimiento de caballería pesada del Ejército real bávaro.[8]